# سانیو-اونودا، یاماگوچی
سانیو-اونودا در استان یاماگوچی در کشور ژاپن واقع شده‌است که دارای جمعیت ۶۵٬۵۲۳ نفر و مساحت ۱۳۲٫۹۹ کیلومتر مربع با تراکم جمعیت ۴۹۳ نفر در کیلومترمربع است و در تاریخ ۲۲ مارس ۲۰۰۵ به عنوان شهر شناخته شد.